# Vânătoarea de vrăjitoare (film)
Vânătoarea de vrăjitoare (din cehă Kladivo na čarodějnice / Ciocanul vrăjitoarelor) este un film dramatic cehoslovac din 1970 regizat de Otakar Vávra și cu Elo Romančík în rolul principal. Bazat pe romanul Kladivo na čarodějnice de Václav Kaplický, filmul este o relatare feroce a ultimelor procese de vrăjitoare din Moravia de Nord din anii 1670, concentrându-se asupra preotului Kryštof Lautner, interpretat de Elo Romančík, care este victima vânătorii de vrăjitoare după ce s-a opus proceselor. Filmul conține posibile alegorii despre procesele spectacol organizate de comuniștii din Cehoslovacia.
Filmul a fost produs de Studioul Barrandov și a avut o lansare limitată în Cehoslovacia. În ciuda acestui fapt, a câștigat premii în 1970 la Festivalul Internațional de Film de la Mar del Plata din Argentina (Mențiune Specială și Premiul Cineclub Núcleo pentru cel mai bun film) și este considerat unul dintre cele mai bune filme ale lui Vávra.

## Prezentare

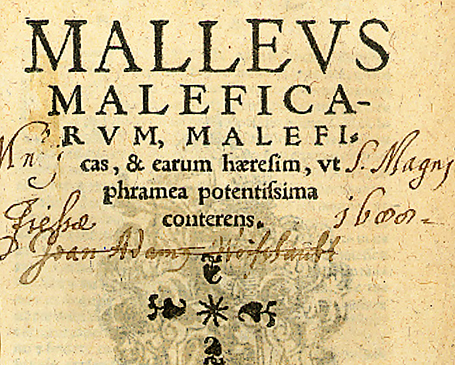
Ediția din 1520 a tratatului Malleus Maleficarum, aflat la Biblioteca Universității din Sydney. De acest tratat s-a folosit inchizitorul Boblig von Edelstadt pentru a identifica presupuse vrăjitoare

În anii 1670 în Moravia, un băiat de altar observă o bătrână care ascunde pâinea dată în timpul comuniunii. Acesta avertizează preotul, care se confruntă cu bătrâna. Recunoaște că a luat pâinea cu intenția de a o da unei vaci pentru a o face să dea iar lapte. Preotul raportează incidentul proprietarului moșiei locale care, la rândul său, apelează la un inchizitor, un judecător presupus specializat în procesele de vrăjitorie. Boblig von Edelstadt, inchizitorul, începe o serie de procese. Acesta se folosește de cartea Malleus Maleficarum (sau Ciocanul vrăjitoarelor) drept ghid. Tribunalul folosește instrumente de tortură în interogatoriile sale. Un preot, Kryštof Lautner, îl critică pe Boblig pentru metodele inumane, iar un alt membru al clerului simte că multe dintre femeile acuzate care au fost arse pe rug sunt de fapt nevinovate și se roagă deschis pentru ca procesele să se oprească.
Boblig ajunge să se teamă de Lautner, iar unul dintre acuzați depune mărturie împotriva lui Lautner și a bucătăresei sale, Zuzana. Lautner este interogat deoarece are o bucătăreasă și pentru că ar cânta la o vioară, ambele lucruri neconvenționale pentru un duhovnic. Lautner îi răspunde că răposata ei mamă i-a dat-o pe Zuzana pentru a avea grijă de ea. Prietenii lui Lautner, familia Sattler, care au bunuri care urmează să fie confiscate de tribunal, sunt obligați să mărturisească că i-au însoțit pe Lautner și Zuzana la Stânca lui Petru, unde au practicat curvia și s-au închinat lui Lucifer. Sub tortură, Zuzana înnebunește și mărturisește orice. Lautner neagă că prietenii săi spun adevărul, dar recunoaște că a dezvirginat-o pe Zuzana. În cele din urmă, tribunalul decide că cele 36 de confesiuni mărturisesc contra nevinovăției sale. Astfel, Lautner este nevoit să mărturisească. Boblig concluzionează în final că a ajuns deasupra tuturor oamenilor obișnuiți.

## Distribuție
- Elo Romančík - Kryštof Alois Lautner
- Vladimír Šmeral - Jindřich František Boblig of Edelstadt
- Soňa Valentová - Bucătăreasa Zuzana Voglicková
- Josef Kemr - Ignác
- Lola Skrbková - Cerșetoarea Maryna Schuchová
- Jiřina Štěpničková - Moașa Dorota Groerová
- Marie Nademlejnská - Herbalist Davidka
- Miriam Kantorková - Frizer Dorota Tobiášová
- Lubor Tokoš - Kašpar Sattler
- Blažena Holišová - Marie Sattlerová
- Jaroslava Obermaierová - Lízl Sattlerová
- Jiří Holý - Preot Tomáš František König
- Rudolf Krátký - Kašpar Hutter
- Čestmír Řanda - Dean Vojtěch Winkler
- Blanka Waleská - Contesa de Galle

## Baza istorică
Povestea filmului se bazează pe cartea lui Václav Kaplický Kladivo na čarodějnice (1963), un roman despre procesele de vrăjitoare din Moravia de Nord din anii 1670. Kryštof Alois Lautner este un personaj istoric care este descris cu acuratețe în roman.
Filmul este, de asemenea, o alegorie care înlocuiește Inchiziția cu procesele spectacol din regimurile comuniste. Vávra a avut în vedere procesele politice din anii 1950 atunci când a scris filmul împreună cu Krumbachová. Odată cu invazia Cehoslovaciei de către țările Pactului de la Varșovia din 1968, eveniment care a avut loc după primăvara de la Praga, eruditul Peter Hames a scris că este „dificil să vezi filmul ca altceva decât un răspuns la realitățile politice din perioada de după invazie”. Richard Chatten, de la The Independent, a scris că este posibil ca filmul să fi fost „declarația de răspundere indirectă a lui Vavra deoarece a fost obligat într-o lucrare să susțină invazia sovietică din 1968”.

## Producție

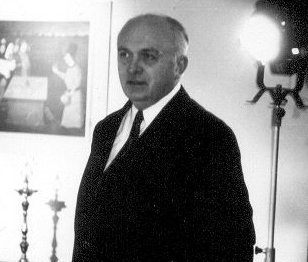
Otakar Vávra, care a scris scenariul împreună cu Krumbachová și a regizat filmul în 1969, a consultat documente istorice privind procesele vrăjitoarelor

Regizorul Otakar Vávra a realizat filmul în 1969. La elaborarea scenariului împreună cu Ester Krumbachová, Vávra s-a inspirat din romanul lui Kaplický și, de asemenea, a consultat documente despre procesele istorice din Šumperk. Vávra și-a adus astfel aminte și de procesele pe care le-a văzut în anii 1950, afirmând că „În înregistrările istorice am dat peste oameni sensibili, muncitori, care au căzut destul de neașteptat în ghearele unei mașinării care a reînviat procesul vrăjitoarelor”. Diferențele față de roman includ începerea filmului cu femei care se scaldă, spre indignarea unui călugăr, spre deosebire de roman, care începe cu o activitate de tricotaj. Vávra și Krumbachová au stabilit astfel o temă a represiunii sexuale ca represiune politică, pe care Krumbachová o va continua în următoarele sale scenarii.
Filmul a fost produs de studiourile Barrandov. Directorul de imagine Josef Illík a turnat filmul în CinemaScope. Krumbachová este, de asemenea, creditată cu faptul că a scris „cântecul soldaților” care apare în film.

## Premiera
Filmul a avut premiera mondială în Cehoslovacia în ianuarie 1970. A fost vizionat de 1,5 milioane de spectatori înainte de a fi cenzurat. Nu a mai fost proiectat în cinematografe până în 1989. Acest lucru a făcut parte dintr-o tendință generală după invazia pactului de la Varșovia, în care au fost mai multe filme cehoslovace interzise în anul 1970 decât în ultimii 20 de ani. Mai târziu, filmul a avut o lansare de succes pe DVD.

## Recepție

### Recepție critică
În Republica Cehă, filmul a fost considerat capodopera lui Vávra. Jan Richter, de la Radio Praga, a scris că este „poate cel mai puternic film realizat vreodată de Otakar Vávra” și „o analogie impresionantă cu ceea ce se întâmpla după ocupația sovietică”. Cercetătorul Peter Hames l-a considerat „unul dintre cele mai bune filme ale [lui Vávra]”.
Criticul Paul Simpson a afirmat că filmul este „captivant” și „un Vrăjitoarele din Salem ceh, dar cu mai multă nuditate feminină”. Andrew Leavold de la revista online Senses of Cinema  a remarcat alegoria comparabilă cu piesa lui Arthur Miller, The Crucible, și a numit-o lipsită de subtilitate, dar cu un „ritm măsurat în mod deliberat și un sentiment crescător al condamnării”.
În 2011, Will Tizard de la revista Variety a considerat filmul o „parabolă vicleană despre paranoia și persecuția politică” și a spus că și alte filme regizate de Vávra în anii 1960 sunt „cea mai apreciată moștenire artistică pentru critici”.

### Premii
La Premiile Leul Ceh din 2001, Otakar Vávra primit Premiul pentru contribuția extraordinară la cinematografia cehă pentru producerea acestui film.
| Premiu                                               | Data ceremoniei  | Categorie                                       | Acordat lui  | Rezultat | Ref(s) |
| ---------------------------------------------------- | ---------------- | ----------------------------------------------- | ------------ | -------- | ------ |
| Festivalul Internațional de Film de la Mar del Plata | 5–15 martie 1970 | Mențiuni speciale                               | Otakar Vávra | Câștigat | [ 19 ] |
| Festivalul Internațional de Film de la Mar del Plata | 5–15 martie 1970 | Premiul Cineclub Núcleo pentru cel mai bun film | Otakar Vávra | Câștigat | [ 19 ] |